# Чарли Паркер
Чарли Паркер (енгл. Charlie Parker; Канзас Сити, 29. август 1920 — Њујорк, 12. март 1955) је био амерички џез саксофониста, и један од твораца стила би-бап. Још као врло млад, добио је надимак "Yardbird" ili "Bird" (птица) који га је пратио током целог живота и по којем су многе Паркерове композиције добиле име, као нпр. "Yardbird Suite", "Ornitology", "Bird Gets the Worm", "Bird of Paradise".